# 巨刺布氏蛛
巨刺布氏蛛（学名：Bristowia heterospinosa）为跳蛛科布氏蛛属的动物。分布于朝鲜半島、越南、印尼以及中国大陆的湖南、贵州、云南等地。